# Лашкул Георгій Олексійович
Гео́ргій Олексі́йович Ла́шкул (21 грудня 1946, Миколо-Бабанка) — краєзнавець.

## Біографічні відомості
Закінчив Полтавський педагогічний інститут (1975).
Працює викладачем історії Бобринецького сільськогосподарського технікуму. Один із засновників Бобринецького краєзнавчого музею. Досліджував ранній період історії краю (кам'яна доба) та козацьку добу. Має понад 20 друкованих статей та матеріалів у газетах та журналах України.
Лауреат обласної краєзнавчої Премії імені В. Ястребова за 2011 рік.